# Menouville
Menouville är en kommun i departementet Val-d'Oise i regionen Île-de-France i norra Frankrike. Kommunen ligger i kantonen Marines som tillhör arrondissementet Pontoise. År 2022 hade Menouville 62 invånare.

## Befolkningsutveckling
Antalet invånare i kommunen Menouville
| Referens: INSEE |